# Cantone di Sainte-Florine
Il Cantone di Sainte-Florine è una divisione amministrativa dell'Arrondissement di Brioude.
È stato costituito a seguito della riforma approvata con decreto del 17 febbraio 2014, che ha avuto attuazione dopo le elezioni dipartimentali del 2015.

## Composizione
Comprende i seguenti 21 comuni:
- Agnat
- Autrac
- Auzon
- Azérat
- Blesle
- Chambezon
- Champagnac-le-Vieux
- Chassignolles
- Espalem
- Frugerès-les-Mines
- Grenier-Montgon
- Lempdes-sur-Allagnon
- Léotoing
- Lorlanges
- Saint-Étienne-sur-Blesle
- Saint-Hilaire
- Saint-Vert
- Sainte-Florine
- Torsiac
- Vergongheon
- Vézézoux